# William Dwight Whitney
Pour les articles homonymes, voir Whitney.
William Dwight Whitney (né en 1827 à Northampton situé dans le Massachusetts aux États-Unis - mort en 1894) est un linguiste, philologue, lexicographe et orientaliste américain. Il est resté célèbre pour ses apports à l'analyse du sanskrit, et en tant que précurseur de la linguistique moderne qui sera formalisée par Ferdinand de Saussure.

## Un précurseur de la linguistique
Il est difficile de savoir si on peut ranger Whitney dans la catégorie des pré-linguistes ou dans celle des premiers linguistes modernes. Américain formé en Allemagne, W.D. Whitney a été élève de Franz Bopp. On peut le considérer comme un linguiste charnière, situé entre deux générations. Il a les idées de la nouvelle génération, mais n’a pas encore les termes pour les exprimer. En tant qu’orientaliste, il a acquis une excellente maîtrise du sanskrit qui l'a fait entrer en contact avec des formalisations de la langues inconnues en Occident, tels que les antiques écrits de Pāṇini. Aux langues indo-européennes, il a ajouté des langues qui n’avaient jamais été décrites, et qui nécessitaient la création de nouveaux outils formels. Par après, il s’est orienté vers l’étude des langues amérindiennes. Whitney a également réalisé une importante œuvre lexicographique, révisant notamment les définitions du dictionnaire Webster (1864).

### Définition de l'objet de la linguistique
L’originalité des travaux de Whitney est d’avoir pu, à partir de la grammaire comparée, dégager une vision du langage en général. Pour lui, la science du langage devait avoir un objet ambitieux :
« Cette science a pour objet de comprendre le langage d’abord dans son ensemble, comme moyen d’expression de la pensée humaine, ensuite dans ses variétés »
Whitney est donc le premier à définir la linguistique comme étant une science intéressée par le langage en tant que tel. Souvent, on définit Ferdinand de Saussure comme l’initiateur unique de la linguistique moderne, mais on réaliserait une analyse plus fine en concédant à Whitney qu’il l’y a précédé en ce sens. Saussure a, de ce côté, davantage travaillé à mettre cette idée en pratique.
Pour Whitney, l’objet de la linguistique est double : étudier le langage en tant que tel, mais également le considérer comme une source d’informations pour la recherche anthropologique. De plus, pour lui, la linguistique devrait également être capable de renouveler l’enseignement des langues. À l’époque de Whitney, les langues qui étaient enseignées étaient le grec et le latin. La didactique des langues se renouvelle à cette époque et ajoutent à des langues « mortes »  d’autres langues parlées aujourd’hui. Il y a donc des rapports entre la linguistique théorique et les études appliquées, par exemple au niveau de la didactique des langues ; Whitney problématise ceux-ci de manière prospective.

### Délimitation du champ de la linguistique
Un autre élément qui permet de voir Whitney comme un précurseur en linguistique générale est qu’il en vient à fixer des limites théoriques internes à la linguistique : il marque une limite nette entre ce qui est linguistique et ce qui ne l’est pas, proposant une définition par la négative en prenant ses distances par rapport à certaines orientations de la linguistique historique. On peut donc considérer qu’il y a, dans cette délimitation du domaine, une double rupture marquée par Whitney.
Whitney s’oppose à une conception métaphysique et théologique du langage. Il est pour lui nécessaire de s'intéresser aux causes de l'émergence et de l'existence du langage sans s'encombrer de l’idée d'un « miracle » (évoqué notamment par la Bible); pour lui, le langage est un produit, un résultat historique.
Whitney est également contre toute confusion qui pourrait laisser confondre la linguistique et la psychologie : « Il n’appartient pas au linguiste, pas plus qu’à l’historien, d’expliquer les mystères de l’esprit humain. Cela est l’affaire du psychologue. » Il conçoit la relation entre psychologie et linguistique de manière complémentaire. « l’affirmation d’une science du langage s’édifie en amont sur le refus de la métaphysique, en aval sur celui du mentalisme psychologiste. »

### Élaboration de concepts théoriques

#### Langue et langage
Concernant la faculté de langage, on peut  dire que Whitney fait une distinction fondamentale entre le langage en tant que faculté anthropologique, résultant d’une capacité innée, et la langue, activité spécifique qui est un produit acquis. Il est non seulement précurseur de Saussure dans sa distinction langue-parole, mais également de Chomsky. Pour lui, le langage est une disposition innée de l’espèce, qui par apprentissage est susceptible de se développer en acquis.

#### Définition du langage par la communication
Whitney rompt avec les présupposés métaphysiques de la grammaire comparée, mais retient de ce courant une approche qui lui permet de mettre au point une analyse fonctionnelle du langage. Il définit donc le langage en fonction du désir de communication : il est le produit d’une nécessité pour l’espèce humaine de traduire par la parole l’expression de ses besoins fondamentaux. Ce n'est que plus tard qu'on se rendra compte que la parole n’exprime pas du tout que des besoins fondamentaux, mais constitue une réalité sociale bien plus complexe.

#### Arbitraire du signe
Whitney pose également une rupture entre sa linguistique et la linguistique antérieure, en considérant chaque langue comme une institution, cette institution étant constitutive de la civilisation. Ses prédécesseurs, et notoirement August Schleicher, considéraient en effet que le langage était une propriété naturelle et génétique de l'humain. Whitney va démontrer le contraire en expliquant la différence entre l’expression humaine et l’expression animale. Whitney évoque le fait que chez les animaux, les signes sont utilisés de manière instinctive, tandis que chez l’humain, ils sont établis par des conventions et de nature fondamentalement arbitraire par rapport à ce qu'ils désignent. Il n’énonce pas ainsi de tels concepts, mais c’est de cette manière que Ferdinand de Saussure les formalisera. Saussure se fonde, d’une certaine manière, sur des réflexions de Whitney ; dans le Cours de linguistique générale, au chapitre Immutabilité et mutabilité du signe, Saussure crédite par ailleurs Whitney d’avoir avant lui insisté sur le caractère arbitraire des signes linguistiques : 
« Sur le point essentiel, le linguiste américain nous semble avoir raison : la langue est une convention et la nature du signe dont on est convenu est indifférente. »

#### Emploi par nature et par attribution
Whitney, en tant que lexicographe, cherche également à distinguer clairement l’emploi d’un mot par nature et par attribution :
« Il n’y a pas un seul mot dans aucune langue connue que l’on puisse dire exister phusei, par nature, mais chacun remplit son emploi, thesei, par attribution. »
Cette division entre phusei (φυσει) et thesei (θεσει), avait déjà été utilisée par Platon pour parler de l’origine des noms[5]. En considérant le langage comme employé par attribution, il consacre l’autonomisation de la linguistique. Dans ses écrits, il a très fréquemment pris position contre ses prédécesseurs, particulièrement Schleicher dont il critique l’approche naturaliste.

## Œuvres

### Dictionnaire
- The Century Dictionary and Cyclopedia: Dictionary. William Dwight Whitney. Éd. The Century Co., 1897.

### Ouvrages sur le sanskrit
- The roots, verb-forms, and primary derivatives of the Sanskrit language: a supplement to his Sanskrit grammar. William Dwight Whitney. Éd. Motilal Banarsidass Publication, 2000.  (ISBN 9788120804852)
- Sanskrit Grammar. William Dwight Whitney. Éd. Courier Dover Publications, 2003.  (ISBN 9780486431369)

### Ouvrages généraux
- La vie du langage. William Dwight Whitney. rééd. fac-similé de l'éd. originale de 1875, Paris, Éditions L'Harmattan.  (ISBN 9782296118058)